# TEAN International 2007
Il TEAN International 2007 è stato un torneo di tennis facente parte della categoria ATP Challenger Series nell'ambito dell'ATP Challenger Series 2007. Il torneo si è giocato a Alphen in Paesi Bassi dal 3 al 9 settembre 2007 su campi in terra rossa.

## Vincitori

### Singolare
Jesse Huta Galung ha battuto in finale  Augustin Gensse con il punteggio di 6–4, 6(9)–7, 7–6(4)

### Doppio
Leonardo Azzaro /  Lovro Zovko hanno battuto in finale  Jérémy Chardy /  Predrag Rusevski con il punteggio di 6–3, 6–3